# يوري لوينثال

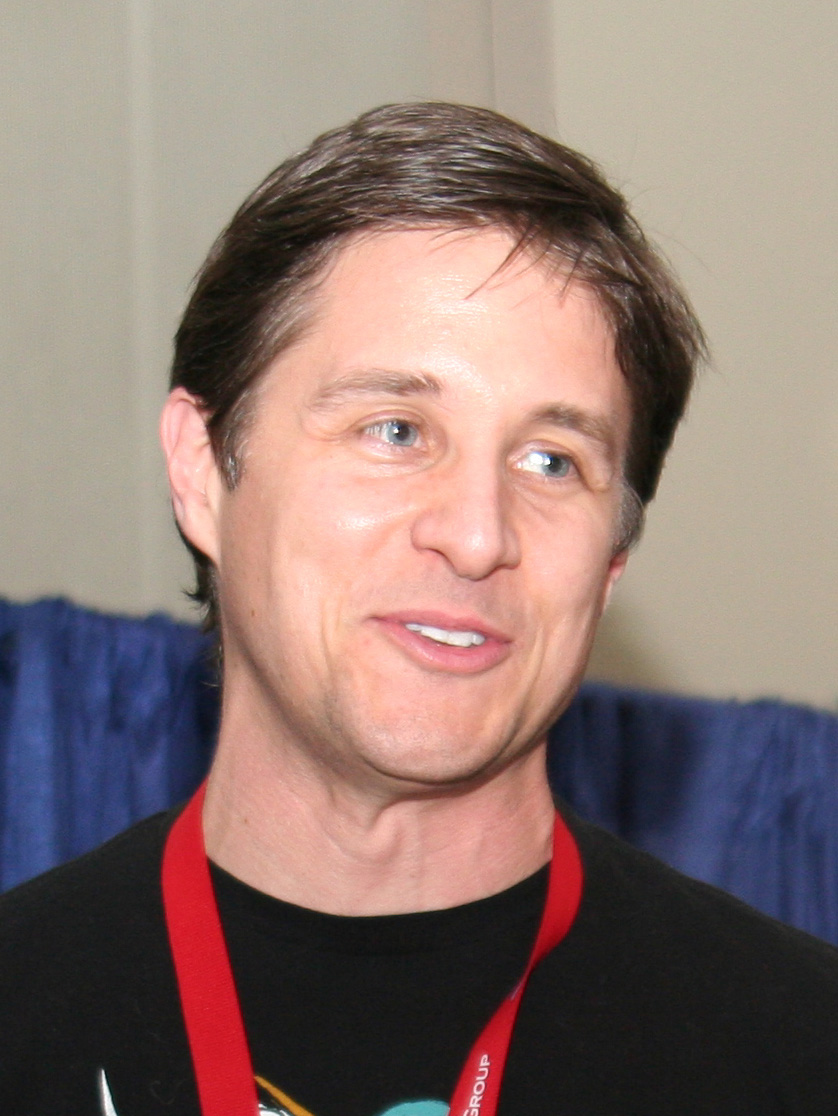
يوري لوينثال

يوري لوينثال (بالإنجليزية: Yuri Lowenthal)‏ (Yuri Lowenthal) هو مؤدي أصوات أمريكي ولد في 5 مارس 1971 في ناشفيل, تينيسي.

## زواجه
- تارا بلات (2001-حالياً)

## أدواره في الأنمي

### مسلسلات أنمي تلفزيونية
- ناروتو - ساسكي أوتشيها
- ناروتو شيبودن - ساسكي أوتشيها
- بليتش - كيغو اسانو, أباراي رينجي (أيام الطفولة)، بياكويا كوتشيكي (أيام الشباب)
- أمير التنس - كاتسوؤو ميزونو، كيغو أتوبي
- تنجن توبا جورين لاجان - سيمون
- كيو كارا ماو! - يوري شيبويا
- رايف ماستر - هارو غلوري
- آيشيلد 21 - سينا كوباياكاوا
- إيداتين جمب - ورد
- إيرغو بروكسي - دايدالوس
- كود غياس: لولوش المتمرد - سوزاكو كوروروغي
- كود غياس: لولوش المتمرد R2 - سوزاكو كوروروغي
- التنين الأزرق - فارس
- ميجامان ستار فورس - زاك
- دورارارا!! - شينرا كيشيتاني
- بوسو رينكين - فيكتور، واشيو
- سيريه نو موريبيتو - تويا
- بيرسونا 4 ذي أنيميشن - يوسكي هانامورا
- تايغر آند باني - بارنابي بروكس الابن
- فرسان التنكاي - غين

### أوفا أنمي
- البدلة المتنقلة جاندام يونيكورن - ريدي مارسيناس

### أفلام أنمي
- فيلم بليتش: فصل الجحيم - كيغو أسانو
- بابريكا - كوساكو توكيتا
- فيلم ناروتو: صدام النينجا في أرض الثلج - ساسكي أوتشيها
- فيلم ناروتو شيبودن: الروابط - ساسكي أوتشيها
- فيلم ناروتو شيبودن: إرادة النار - ساسكي أوتشيها

## أدواره في الرسوم المتحركة
- بن 10: إليين فورس - بن تنيسون ، الألتيماتريكس ، ألبيدو
- بن 10: ألتيمت إليين - بن تنيسون ، الألتيماتريكس ، ألبيدو
- بن 10/جينيرايتور ريكس: اتحاد الأبطال - بن تنيسون
- بن 10: أومنيفرس - بن تنيسون ، ألبيدو ، Feedback ، XLR8
- وولفرين والإكس-من - بوبي دريك/آيسمان
- توربو فاست - مخرج إعلان الصلصة
- تمالك نفسك سكوبي دو - أندي
- روبي - ميركوري بلاك (الصوت الثاني)

## أدواره في ألعاب الفيديو
- بيرسونا 3 - البطل، فاروس, ريوجي موتشيزوكي
- بيرسونا 3 فيس - البطل، فاروس, ريوجي موتشيزوكي
- بيرسونا 3 بورتبل - البطل، فاروس, ريوجي موتشيزوكي
- بيرسونا 4 - يوسكي هانامورا
- بيرسونا 4 غولدن - يوسكي هانامورا
- بيرسونا 4 أرينا - يوسكي هانامورا
- بيرسونا 4 أرينا ألتيماكس - يوسكي هانامورا
- بيرسونا Q شادو أوف ذا لابيرينث - بطل بيرسونا 3
- فاينل فانتسي IV DS - سيسيل هارفي
- ديسيديا: فاينل فانتسي - سيسيل هارفي
- ديسيديا 012: فاينل فانتسي - سيسيل هارفي
- تيلز أوف ذي أبيس - لوك فون فابر، آش
- تيلز أوف إكسيليا 2 - كايل
- بروفسور لايتون آند ذي أنووند فيوتشر - لوك ترايتون الشاب/كلايف
- بايونيتا - لوكا
- سلسلة ألعاب غيلتي جير
  - غيلتي جير 2 أوفرتشر - سن كيسك
  - غيلتي جير Xrd - بيدمان
- كاثرين - توبي
- نير - جيكوب، غيديون
- دراكنغارد 3 - ديتو
- ناروتو: ألتيميت نينجا - ساسكي أوتشيها
- ناروتو: ذا بروكن بوند - ساسكي أوتشيها
- ناروتو شيبودن: كيزونا درايف - ساسكي أوتشيها
- ناروتو شيبودن: ألتيميت نينجا ستورم ريفولوشن - ساسكي أوتشيها
- ناروتو شيبودن: ألتيميت نينجا ستورم 4 - ساسكي أوتشيها
- غود إيتر بورست - سوما شيكسال
- فاير إمبلم أويكينينغ - ريكين
- - سبايدرمان (لعبة فيديو 2018) - سبايدر مان (بيتر باركر)
  - سبايدرمان: مايلز موراليس - سبايدر مان الأصلى (بيتر باركر)

## وصلات خارجية
- يوري لوينثال على موقع IMDb (الإنجليزية)
- يوري لوينثال على موقع ألو سيني (الفرنسية)
- يوري لوينثال على موقع ميوزك برينز (الإنجليزية)
- يوري لوينثال على موقع أول موفي (الإنجليزية)
- يوري لوينثال على موقع قاعدة بيانات الأفلام السويدية (السويدية)
- يوري لوينثال على موقع قاعدة بيانات الفيلم (الإنجليزية)
- يوري لوينثال على موقع كينوبويسك (الروسية)
- يوري لوينثال على موقع كينوبويسك (الروسية)
- يوري لوينثال على موقع ANN person (الإنجليزية)